# Congo Express
 (août 2017).
Si vous disposez d'ouvrages ou d'articles de référence ou si vous connaissez des sites web de qualité traitant du thème abordé ici, merci de compléter l'article en donnant les références utiles à sa vérifiabilité et en les liant à la section « Notes et références ».
Congo Express est une compagnie aérienne de lignes régionales de la République démocratique du Congo fondée en 2010 et qui cessa ses activités en 2012.

## Historique
Ses activités ont débuté le 10 février 2010 sur deux routes partant de Kinshasa. Les vols ont lieu fréquemment suivant une seule route, entre Kinshasa et Lubumbashi. Il s'agit d'un partenariat entre BizAfrika Congo, une compagnie congolaise, et South African Express Airways, une compagnie aérienne régionale sud-africaine. Le siège social de Congo Express se trouvait dans le bâtiment de la Banque congolaise, au centre de Lubumbashi.